# Pilar Quintana

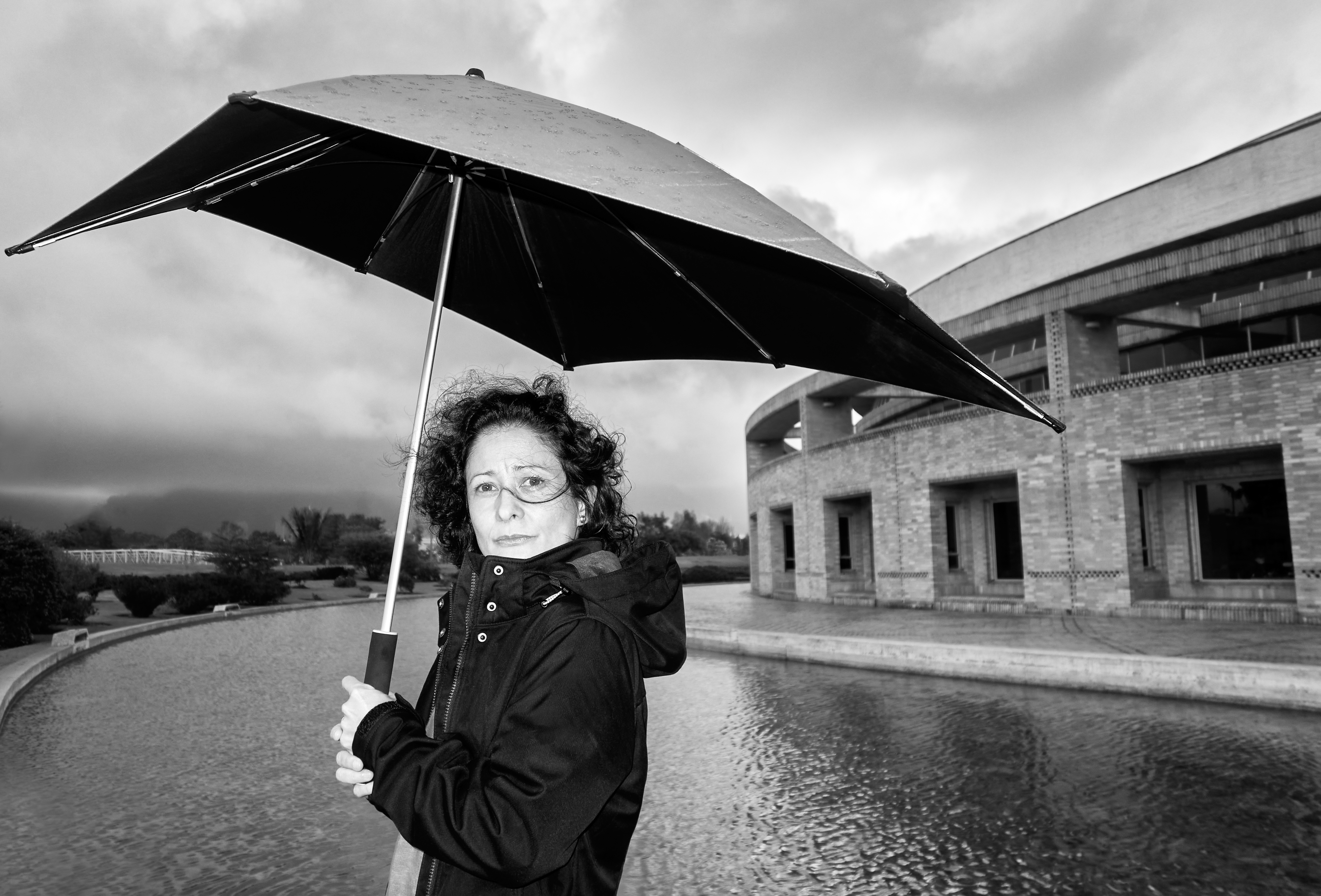
Pilar Quintana (2021)

Pilar Quintana Villalobos (geb. 1972 in Cali, Kolumbien) ist eine kolumbianische spanischsprachige Schriftstellerin. Internationale Bekanntheit erreichte sie mit ihrem preisgekrönten Roman Hündin.

## Leben
Pilar Quintana wurde 1972 in Cali, Kolumbien, geboren. Ihr erster Roman Cosquillas en la lengua erschien 2003. Ihre Kurzgeschichten sind in Zeitschriften und Anthologien in Lateinamerika sowie in Spanien und Deutschland erschienen. Im Jahr 2007 wurde Quintana vom Hay Festival Bogotá unter die 39 wichtigsten lateinamerikanischen Schriftsteller und Schriftstellerinnen unter 39 Jahren gewählt. Für ihr zweites Buch Coleccionistas de polvos raros (2007) wurde ihr 2010 der Premio La Mar de Letras verliehen. 2011 nahm sie als Stipendiatin am internationalen Schreibprogramm der University of Iowa teil und 2012 an einem internationalen Workshop für Schriftsteller und Schriftstellerinnen der Baptist University of Hong Kong.
Mit ihrem Roman Die Hündin (Orig. La perra) gelang Quintana der internationale Durchbruch. Sie gewann damit den Premio Biblioteca de Narrativa Colombiana 2018 und einen PEN Übersetzungspreis. Die englische Übersetzung des Romans war unter den Finalisten des National Book Awards 2020. 2021 wurde ihr für die deutsche Übersetzung der LiBeraturpreis verliehen. Der Roman wurde als eines jener wertvollen Objekte ausgewählt, die in einer Marmorzeitkapsel in Bogotá für künftige Generationen aufbewahrt werden.
Auch Quintanas nächster Roman Los abismos wurde mit einem Preis, dem Premio Alfaguara de Novela, ausgezeichnet.

## Werke
- Cosquillas en la lengua. Planeta, Bogotá 2003, ISBN 958-42-0615-X.
- Coleccionistas de polvos raros. Norma, Bogotá 2007, ISBN 978-958-04-9869-8.
- Conspiración iguana. Norma, Bogotá 2009, ISBN 978-958-45-2037-1.
- La perra. Random House, Bogotá/Barcelona 2017, ISBN 978-84-397-3555-7.
  - Die Hündin. Aus dem Spanischen von Mayela Gerhardt. Aufbau Verlag, Berlin 2020, ISBN 978-3-351-03823-6.
- Los abismos. Alfaguara, Bogotá/Barcelona 2021, ISBN 978-958-51-1850-8.

## Auszeichnungen
- 2010 Premio La Mar de Letras für Coleccionistas de polvos raros
- 2018 Premio Biblioteca de Narrativa Colombiana für La perra; PEN Übersetzungspreis
- 2021 LiBeraturpreis für Die Hündin (La perra); Premio Alfaguara für Los abismos